# Adinandra glischroloma
Adinandra glischroloma är en tvåhjärtbladig växtart som beskrevs av Hand.-mazz. Adinandra glischroloma ingår i släktet Adinandra och familjen Pentaphylacaceae.

## Underarter
Arten delas in i följande underarter:
- A. g. jubata
- A. g. macrosepala